# Madame Bressant
Pour les articles homonymes, voir Bressant.
Augustine Élisa Dupont, dite Élisabeth Bressant ou Mme Bressant, née à Paris 7e le 4 mars 1819, et décédée à Paris 8e le 1er juillet 1869, est une actrice française.

## Biographie
Fille de Jean-Baptiste Dupont, chef de claque au théâtre des Variétés, décédé le 8 juillet 1853 à Paris et de Jeanne-Marie Abel, décédée le 11 mai 1859 à Paris, elle épouse en 1834 l'acteur Prosper Bressant, avec qui elle aura une fille unique, Alix, qui jouera un moment sous le nom de Mlle Bressant.
Séparée à l'amiable de son mari pour « incompatibilité d'humeur », Elisabeth Bressant fera partie de la troupe des Variétés pendant près de vingt ans.
Elle est inhumée au cimetière de Montmartre (27e division), avec ses parents, son gendre, le baron Paul d'Artigues (1841-1892), et son petit-fils, le prince Alexandre Pétrovitch Kotchoubey (1871-1889).

## Carrière théâtrale
- 1839 : Je m'en moque comme de l'an 40, revue d'Emmanuel Théaulon et Armand d'Artois, Théâtre des Variétés[5]
- 1840 : Le Fin Mot, vaudeville de Paul Dandré (Eugène Labiche, Auguste Lefranc, Marc-Michel), Théâtre des Variétés : Marie
- 1841 : Job et Jean, vaudeville de Lockroy et Anicet-Bourgeois, Théâtre des Variétés : Rose
- 1842 : Halifax, comédie d'Alexandre Dumas, Théâtre des Variétés : Jenny
- 1842 : Les Deux brigadiers, vaudeville de Joseph-Bernard Rosier, Théâtre des Variétés : Francille
- 1844 : Monseigneur ou Les Voleurs en 1720, comédie-vaudeville d'Anicet-Bourgeois, Dumanoir et Édouard Brisebarre, Théâtre des Variétés : Fideline
- 1845 : Le Tricorne enchanté de Théophile Gautier, Théâtre des Variétés : Marinette
- 1845 : Deux compagnons du tour de France, comédie-vaudeville de Lockroy et Jules de Wailly, Théâtre des Variétés : Pauline dite Nini Pompon
- 1845 : Le Diable à quatre, vaudeville en trois actes d'Adolphe de Leuven, Léon‑Louis Brunswick et Siraudin d'après Sedaine, Théâtre des Variétés : La marquise de Groslichard
- 1846 : Gentil-Bernard, ou L'art d'aimer de Philippe-François Dumanoir et Clairville, Théâtre des Variétés : Claudine
- 1846 : Colombe et Perdreau, idylle en 3 actes de Clairville et Jules Cordier, Théâtre des Variétés : Colombe